# Sarmento
Pour l’article homonyme, voir Julião Sarmento.
Filipe Sucena Morais Sarmento est un footballeur portugais né le 16 mars 1985 à Glória dans la municipalité de Aveiro. Il évolue au poste de défenseur ou de milieu de terrain.

## Biographie
Sarmento joue 33 matchs en 1re division portugaise et inscrit 1 but dans ce championnat.
Il possède 3 sélections en équipe du Portugal des moins de 20 ans.

## Carrière
- 2004-2007 : Académica de Coimbra  Portugal
- 2007-2008 : Varzim SC  Portugal
- 2008-2009 : Sporting Covilhã  Portugal
- 2009-2010 : G.D. Tourizense  Portugal
- 2010-2011 : Pampilhosa  Portugal[1],[2]